# Novensia
Novensia. Badania ekspedycji archeologicznej Uniwersytetu Warszawskiego w Novae: studia i materiały – Novensia to czasopismo naukowe, rocznik Ośrodka Badań nad Antykiem Europy Południowo-Wschodniej Uniwersytetu Warszawskiego. Jest nieprzerwanie wydawany od roku 1987. Pierwszy numer czasopisma nosił nazwę – Novaensia. Od tomu drugiego zmieniono nazwę na obecnie obowiązującą – Novensia. Do Numeru 20 był wydawany w formacie A 5. W roku 2020 – numer 21 – zmieniono zarówno format jak i sposób łamania czasopisma. Stało się także możliwe umieszczanie w nim planów, przerysów i kolorowych ilustracji.
Początkowo w czasopiśmie umieszczano opracowania materiałów archeologicznych oraz artykuły dotyczące limesu dolnodunajskiego, co było związane z prowadzonymi wykopaliskami w twierdzy legionowej Novae. Zakres chronologiczny publikowanych artykułów obejmował okres od I do VI w.n.e. Kiedy Ośrodek poszerzył zakres swoich badań na Tanais (Rosja) a później także Rhizon (Risan, Czarnogóra) Scoder ( Szkodra, Albania) Bushati – Albania oraz Konsułowskoje (Ukraina) zakres tematyczny publikowanych opracowań uległ poszerzeniu o nową tematykę związaną z prowadzonymi badaniami wykopaliskowymi. Poszerzony został zakres tematyczny o zagadnienia związane z antyczną kulturą materialną, funkcjonowaniem całego limesu rzymskiego, prowincji rzymskich, sztukę i religię rzymską i prowincjonalnorzymską, kulturę iliryjską i w szerszym zakresie – kulturę hellenistyczną, relacje świata klasycznego z Barbaricum. Pojedyncze opracowania dotyczą także kultur prehistorycznych oraz istotnych artefaktów nie pochodzących z antyku, ale odkrytych na obszarze objętym naukowymi badaniami Ośrodka.  Kiedy w roku 2007 Ośrodek rozpoczął prowadzenie Studium Doktoranckiego zaczęto umieszczać także artykuły będące efektem badań doktorantów i doktoranckich konferencji naukowych
W czasopiśmie umieszczane są artykuły, opracowania monograficzne, materiały konferencyjne z konferencji organizowanych przez Ośrodek.  Oprócz prac dojrzałych naukowców promowane są  naukowe osiągnięcia młodych pracowników nauki o ile tematyka ich opracowań mieści się w profilu  rocznika. Czasopismo stało się także otwarte na publikacje prezentowane przez autorów zagranicznych.
Początkowo wszystkie artykuły były wydawane w języku polskim.. Od numeru 10 przede wszystkim angielskim, ale także niemieckim, francuskim i rosyjski,
Od pierwszego do 11 numeru redaktorem naukowym Novensia była Ludwika Press od roku 2000 (numer 12) jest nim Piotr Dyczek.
W różnych systemach ewaluacyjnych Novensia zawsze było wysoko punktowane. Czasopismo jest indeksowane w bazach ERiH oraz ICI World of Journals. Obecnie w zestawieniu Ministerstwa Nauki i Edukacji ma 100 punktów.
Wszystkie roczniki Novensia są dostępne w systemie otwartym na stronie internetowej w zakładce Novensia. Tutaj również umieszczono wszelkie informacje dotyczące zasad publikowania